# Expiación (novela)
Expiación (Atonement en inglés) es una novela del escritor británico Ian McEwan, publicada en 2001. Ingresó al grupo de finalistas al Premio Booker Prize for Fiction del mismo año. La revista TIME la incluyó en su lista de "Las mejores novelas en inglés desde 1923 hasta 2005", mientras que el diario The Guardian la ubicó en la casilla 41 de su lista de "Los 100 mejores libros de lo que va del siglo XXI".
La historia está ambientada en el Reino Unido de 1935, Francia y el Reino Unido durante la Segunda Guerra Mundial, y Londres en la época presente de 1999. Narra la debacle de Robbie Turner al ser acusado falsamente por Briony Tallis, la menor de los hijos de una familia de clase media que emplea a su madre como parte del servicio, de haber violado a su prima. La historia aborda las tensiones sociales de la época, la consecuencias de la guerra y la evolución del remordimiento, a la vez que comenta la naturaleza de la escritura creativa.

## Introducción
La historia es relatada en Inglaterra, en 1935, en el periodo previo a la Segunda Guerra Mundial. En la gran casa de campo de la familia Tallis todo parece fluir con apacible elegancia en el día más caluroso del verano. Pero el oído atento percibirá sutiles notas disonantes, una creciente tensión que estallará después de que Cecilia, la hija mayor de los Tallis, salga empapada de una fuente, vestida solamente con su ropa interior, mientras Robbie, el brillante hijo de la criada y protegido de la familia Tallis, la contempla... Un libro prodigioso, que va abriéndose como un juego de cajas chinas y que contiene muchas novelas: una romántica historia de amor imposible, una durísima narración de guerra y la novela que dentro de la novela escribe uno de los personajes.

## Personajes principales
- Briony Tallis: es la hermana pequeña de León y Cecilia, cuya mayor ambición es convertirse en escritora. Al comienzo de la novela tiene trece años y está involucrada en el hecho de que envíen a la cárcel a Robbie Turner, después de que ella sorprendiera a Robbie y a Cecilia haciendo el amor en la biblioteca de su casa. Briony es tanto narradora como personaje, y en el transcurso de la novela se aprecia la transformación de niña a mujer. Hacia el final de la novela, Briony se da cuenta de su mala actuación al haberse comportado de manera infantil y decide escribir la novela para poder encontrar su expiación.

- Cecilia Tallis: es la hija mediana de la familia Tallis y se ha enamorado de su compañero de la infancia, Robbie Turner. Tras el tenso encuentro en la fuente, ella y Robbie no vuelven a hablarse hasta que se reúnen antes de una cena formal. Disgustada por la pérdida de su amor, tanto por la cárcel como por la guerra, no vuelve a mantener contacto con su familia.

- León Tallis: es el hijo mayor de los Tallis, quien vuelve a casa de visita. Trae consigo a su amigo, Paul Marshall en su viaje al hogar.

- Emily Tallis: Emily es la madre de Briony, Cecilia y León. En la mayor parte de la novela, Emily está enferma en cama, padeciendo el dolor de las migrañas.

- Jack Tallis: es el padre de Briony, Cecilia y León. A menudo trabaja hasta muy tarde y en la novela se refiere a que es porque tiene una aventura.

- Robbie Turner: Robbie es el hijo de Grace Turner, que vive en los terrenos de la casa Tallis. Habiendo crecido con León, Briony y Cecilia, conoce muy bien a la familia. Él asistió a la universidad de Cambridge con Cecilia y cuando regresaron a casa por un periodo de vacaciones, se enamoraron.

- Grace Turner: es la madre de Robbie Turner y tiene un permiso de Jack Tallis para vivir en sus terrenos. Ella se ha convertido en la criada de la familia y se encarga de hacer la colada de los Tallis. Tras la condena de su hijo por un crimen que ella no creía que hubiera cometido, abandona a la familia Tallis.

- Lola Quincey: Lola tiene quince años y es la prima de Briony, Cecilia y León. Llega, con sus hermanos pequeños, para quedarse una temporada con los Tallis, después de que sus padres se divorcien. Es pelirroja y tiene la piel blanca moteada de pecas.

- Jackson y Pierrot Quincey: son gemelos y hermanos de Lola, además de primos de Briony, Cecilia y León.

- Danny Hardman: es el empleado de mantenimiento de la familia Tallis.

- Paul Marshall: es el amigo de León, que además posee una empresa chocolatera. Una vez que empieza la guerra el logra que sus chocolates sean parte de la comida de los soldados.

- Cabo Nettle: Nettle es el compañero de Robbie durante la evacuación de Dunquerque.

- Cabo Mace: Mace es el compañero de Robbie durante la evacuación de Dunquerque.

- Betty: es la sirvienta de la familia Tallis, una persona desdichada.

## Resumen del argumento

### Primera parte
En el caluroso verano de 1935, Briony Tallis, a sus 13 años, ya se considera una escritora ambiciosa. Ha escrito una obra teatral para que sea representada en honor a su hermano mayor, León, que se espera que llegue hacia el final del día. Los personajes han sido creados para ser interpretados por ella misma, por su poco cooperativa prima, Lola, y sus hermanos gemelos, Jackson y Pierrot, quienes acababan de llegar desde el norte, debido al drama surgido del divorcio de sus padres. 
La hermana mayor de Briony, Cecilia, se acerca a la fuente que hay enfrente de la casa para llenar un jarrón con agua. Allí se encuentra con Robbie Turner, su antiguo compañero y amigo de la familia, con quien se ha mostrado distante (Robbie es hijo de la ama de llaves de la familia Tallis, de cuya educación se encargó el señor Tallis) y comienzan a hablar, pero la conversación rápidamente se transforma en una situación incómoda. Robbie quiere ayudar a Cecilia para llenar el jarrón, ella se muestra obstinada en su posición, el jarrón se rompe por el forcejeo y dos trozos caen en el interior de la fuente. Cecilia se quita la ropa, salta dentro de la fuente y recupera los fragmentos mientras Robbie solo permanece quieto delante de ella. Briony es testigo del momento de tensión sexual resultante desde su habitación de la planta de arriba, y confunde lo que esto significa. 
León Tallis llega con su amigo, Paul Marshall. Se reúnen, de camino a casa, con Robbie y León lo invita a cenar. Cecilia se muestra irritada ante la llegada de Robbie, pero no alcanza a saber por qué le molesta tanto.
Mientras tanto, Robbie quiere escribir una carta a Cecilia para pedirle disculpas por su comportamiento en la fuente. Comenta que se siente incómodo en su presencia, y, como ella, no sabe por qué. Una vez que la tiene terminada, impulsivamente escribe otra carta, usando la palabra "coño", liberando los deseos de su subconsciente hacia Cecilia. Aunque escribe otra versión de esta carta, finalmente es la primera versión la que, accidentalmente, llega hasta Cecilia de la mano de Briony, quien antes la lee. Entonces, Briony le pide consejo a Lola, llegando a la conclusión de que Robbie es un «maníaco sexual» y que debe «proteger» a su hermana de él. 
En el momento en que lee la carta de Robbie, Cecilia se da cuenta de lo que siente por él y terminan haciendo el amor en la biblioteca. Sin embargo, Briony los descubre e interpreta la situación como un intento de violación de su hermana. 
Durante la cena, Jackson y Pierrot, los primos gemelos, se escapan, dejando una nota. Los invitados de la cena se dividen para ir a buscarlos. Robbie y Briony son los únicos que van solos, como Robbie averigua más tarde. En la oscuridad, Briony se encuentra con Lola, que está siendo violada por un atacante desconocido. Briony acusa a Robbie como el atacante, mientras que Lola, asustada y alterada, deja que hable.
La policía llega para investigar, y cuando Robbie aparece con los gemelos, es arrestado basándose únicamente en el testimonio de Briony. Aparte de la madre de Robbie, solamente Cecilia cree en su inocencia.

### Segunda parte
Cuando da comienzo la Segunda Guerra Mundial, Robbie ya ha pasado tres años en prisión, pero es liberado con la condición de que se una al ejército. Cecilia se ha convertido en enfermera, y no mantiene contacto con su familia debido a su opinión ante el encarcelamiento de Robbie. 
Robbie y Cecilia solo mantienen contacto mediante carta, ya que a ella no le permitieron visitarle en la cárcel. Antes de que Robbie parta hacia la guerra en Francia, se reúnen una vez más durante media hora, en el descanso del mediodía de Cecilia. Su encuentro resulta algo incómodo, pero finalmente comparten un beso de despedida.
En Francia, la guerra estaba empeorando y el ejército se estaba retirando a Dunquerque. Robbie, herido, mientras se acerca al refugio sanitario comienza a pensar en Cecilia, y sobre recuerdos, como cuando enseñó a nadar a Briony, y reflexionó sobre sus posibles razones para acusarlo. En su memoria, su encuentro con Cecilia le acompaña, su único deseo es volver a verla.
Hacia el final de la segunda parte, Robbie se queda dormido en Dunquerque, un día antes de su evacuación.

### Tercera parte
Los remordimientos de Briony hacen que rechace su plaza en Cambridge y, en su lugar, se instruye como enfermera en Londres. Se da cuenta de la gravedad de su error, y averigua que fue a Paul Marshall, el amigo de León, a quien vio violando a Lola. 
Briony todavía escribe, aunque abandona la impulsividad con que lo hacía de niña.
Durante su formación de enfermera, Briony atiende a Luc, un joven soldado francés, herido mortalmente. Ella le consuela en sus últimos momentos hablándole en francés elemental, y él la confunde con la joven inglesa con la que su madre quería que se casara. Antes de que muera, Luc le pregunta: "¿Me quieres?", a lo que Briony contesta: "Sí", no solo porque ninguna otra respuesta fuera posible, sino también porque durante ese momento, ella lo quiso. Era un hombre encantador, que se encontraba lejos de su hogar a punto de morir. Después, Briony imagina la vida si se hubiera casado con él y se hubiera ido a vivir con él y su familia. 
Briony asiste a la boda de su prima Lola y Paul Marshall, antes de visitar a Cecilia. Robbie se encuentra de permiso del ejército y Briony se lo encuentra inesperadamente cuando visita a su hermana. Ambos rechazan perdonarla; sin embargo, Briony les cuenta que intentará arreglar las cosas. Promete iniciar los procedimientos legales necesarios para exculpar a Robbie, incluso aunque a Paul Marshall nunca se le pueda culpabilizar del crimen, debido a su matrimonio con Lola, la víctima.

### Cuarta parte
La cuarta parte, titulada "Londres, 1999", está escrita desde la perspectiva de Briony. Ha llegado a convertirse en escritora y, a los 77 años, padece demencia vascular. Su familia se reúne en la anterior casa de los Tallis, convertida en hotel, para celebrar su cumpleaños y sus sobrinos-nietos presentan "Las tribulaciones de Arabella", la obra de teatro que Briony había escrito para conmemorar el regreso de León, en 1935.
Se revela que Briony es la autora de las secciones anteriores de la novela. Aunque Cecilia y Robbie se reúnen en la novela de Briony, en la realidad no lo hacen. Briony relata que Robbie Turner murió de septicemia, en la playa de Dunquerque, y que Cecilia murió con la bomba que destruyó los conductos de gas y agua, en el metro de Balham.
Aunque los detalles de la boda de Lola y Paul Marshall son ciertos, Briony nunca visitó a Cecilia para enmendar su acción "incapaz de enfrentarse con la hermana desconsolada por la muerte reciente de su amante".
Briony explica por qué decidió cambiar los hechos reales y unir a Cecilia y Robbie en su novela, aunque esa no era su intención en sus muchos borradores previos: no se le ocurrió para qué propósito serviría escribirla si le ofrecía a los lectores un final triste. Argumenta que, contando lo que ocurrió en realidad, no conseguiría ningún sentido de la esperanza o satisfacción de ello. Pero sobre todo, cambió los hechos reales porque deseaba darles a Robbie y Cecilia la felicidad de estar juntos. Desde que se encontraron en realidad había pasado mucho tiempo, y Briony quiso concederles que estuvieran juntos al fin, en su novela.

## Película
Existe una película basada en esta novela, realizada en 2007, dirigida por Joe Wright y protagonizada por James McAvoy y Keira Knightley. Esta película estuvo nominada a 7 premios Óscar resultando ganadora del de Mejor Banda Sonora. También ganó 2 premios BAFTA, 2 premios Globo de Oro y 3 premios EñE del cine.